# الرقيب (سمكة)

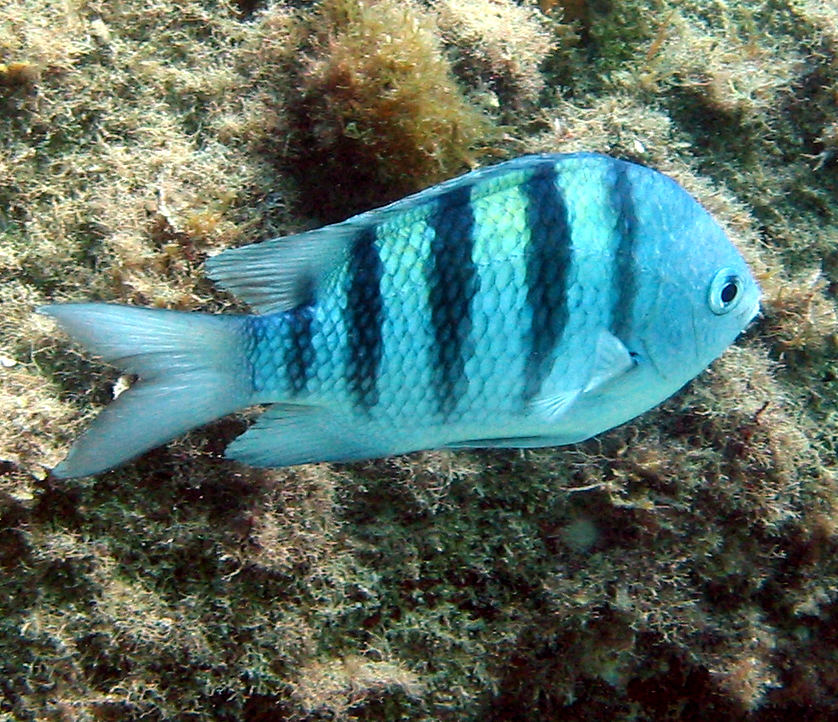

الرقيب (بالإنجليزية: Sergeant major)‏، (باللاتينية: Abudefduf saxatilis)، هي سمكة زينة من فصيلة الدامسل تتواجد في البحار بكثرة وتعيش في مجموعات كبيرة في أي مناطق شعابية سواء شعاب مرجانية صلبة أو لينة وتعيش على عمق من 1 إلى 12 متر وهي من الأسماك الشرسة مع أي نوعية أخرى تتواجد معها ولا يفضل تربيتها في الأحواض مع الأسماك المسالمة لانا مشاكسة جدا لهم ومن الممكن أن تقتلع عيونهم لو حانت لها الفرصة لذلك. تتغذى على العوالق في الماء أو أي طعام تستطيع أن تضعه في فمها وهي تصل إلى 18 سم تقريبا.